# Carlos Contreras Zambrano
 Carlos Alberto Contreras Zambrano (Santiago, Región Metropolitana, Chile, 22 de enero de 1995) es un exfutbolista chileno que jugaba como volante de contención.

## Trayectoria

### Colo-Colo
Debutó profesionalmente en el primer equipo de Colo-Colo el 1 de marzo de 2015, de la mano del entrenador Héctor Tapia, en un encuentro frente a Ñublense por el Torneo de Clausura, que finalizó con el triunfo del conjunto albo por 0-1.

### Barnechea
Debido a las nulas posibilidades de jugar, y tras no ser considerado para el Apertura 2016, es enviado a préstamo a Barnechea, equipo de la Segunda División de Chile, tercera categoría del balompíe chileno, para afrontar la temporada 2016-17. En dicho período, jugó 29 compromisos y anotó un gol, convirtiéndose en una de las principales figuras que consiguió el título y consiguiente ascenso a la Primera B de Chile, lo que le permitirá al club disputar el Torneo de Transición durante el segundo semestre de 2017.

### Deportes Valdivia
En agosto de 2017, es oficializado como nuevo refuerzo de Deportes Valdivia para el Torneo de Transición de la Primera B de Chile.

## Estadísticas
| Club                      | Div.          | Temporada     | Liga  | Liga  | Copas nacionales | Copas nacionales | Torneos internacionales | Torneos internacionales | Total | Total | Media goleadora |
| Club                      | Div.          | Temporada     | Part. | Goles | Part.            | Goles            | Part.                   | Goles                   | Part. | Goles | Media goleadora |
| ------------------------- | ------------- | ------------- | ----- | ----- | ---------------- | ---------------- | ----------------------- | ----------------------- | ----- | ----- | --------------- |
| Colo-Colo 'B' · Chile     | 3.ª           | 2012          | 7     | 0     | —                | —                | —                       | —                       | 7     | 0     | 0.00            |
| Colo-Colo 'B' · Chile     | 3.ª           | 2013          | 3     | 0     | —                | —                | —                       | —                       | 3     | 0     | 0.00            |
| Colo-Colo 'B' · Chile     | 3.ª           | 2013-14       | 10    | 0     | —                | —                | —                       | —                       | 10    | 0     | 0.00            |
| Colo-Colo 'B' · Chile     | Total club    | Total club    | 20    | 0     | 0                | 0                | 0                       | 0                       | 20    | 0     | 0.00            |
| Colo-Colo · Chile         | 1.ª           | 2014-15       | 2     | 0     | —                | —                | —                       | —                       | 2     | 0     | 0.00            |
| Colo-Colo · Chile         | 1.ª           | 2015-16       | 1     | 0     | —                | —                | —                       | —                       | 1     | 0     | 0.00            |
| Colo-Colo · Chile         | Total club    | Total club    | 3     | 0     | 0                | 0                | 0                       | 0                       | 3     | 0     | 0.00            |
| Barnechea · Chile         | 3.ª           | 2016-17       | 29    | 1     | —                | —                | —                       | —                       | 29    | 1     | 0.03            |
| Barnechea · Chile         | Total club    | Total club    | 29    | 1     | 0                | 0                | 0                       | 0                       | 29    | 1     | 0.03            |
| Deportes Valdivia · Chile | 2.ª           | 2017          | 9     | 0     | —                | —                | —                       | —                       | 9     | 0     | 0.00            |
| Deportes Valdivia · Chile | Total club    | Total club    | 9     | 0     | 0                | 0                | 0                       | 0                       | 9     | 0     | 0.00            |
| Total carrera             | Total carrera | Total carrera | 61    | 1     | 0                | 0                | 0                       | 0                       | 61    | 1     | 0.02            |
| 1.                        |               |               |       |       |                  |                  |                         |                         |       |       |                 |

## Palmarés

### Campeonatos nacionales
| Título           | Club      | País  | Año    |
| ---------------- | --------- | ----- | ------ |
| Primera División | Colo-Colo | Chile | 2014-C |
| Primera División | Colo-Colo | Chile | 2015-A |